# Kathryn Hunter
Aikaterini Hadjipateras (em grego:  Αικατερίνη Χατζηπατέρα), conhecida profissionalmente como Kathryn Hunter (Nova Iorque, 9 de abril de 1957), é uma atriz e diretora de teatro anglo-estadunidense, conhecida por suas aparições como Arabella Figg na série de filmes Harry Potter, Eedy Karn na série Andor, e como as Três Bruxas em The Tragedy of Macbeth, de Joel Coen.

## Carreira
Em seu trabalho teatral, Hunter é particularmente associada ao teatro físico, tendo sido descrita como uma "artista física virtuosa". Ela já trabalhou com empresas renomadas na área, incluindo Shared Experience e Complicité. Ela ganhou o Laurence Olivier Award em 1991 por interpretar a milionária em The Visit, de Friedrich Dürrenmatt. Os críticos notaram a presença física incomum de Hunter e seu alcance. Charles Spencer, do The Telegraph, escreveu: "de estatura diminuta e ligeiramente manca, ela tem uma voz profunda e gutural, olhos como azeitonas pretas e o mais expressivo dos rostos. Quase nada parece além de seu alcance, desde palhaçadas ridículas até a tragédia mais profunda e sombria." A "habilidade incomum de mudar de forma" de Kathryn Hunter a levou a interpretar papéis normalmente reservados a atores masculinos. Ela foi a primeira mulher britânica a interpretar Rei Lear profissionalmente. A interpretação de Lear por Hunter desafiou conscientemente o público a separar personagem e artista: sua voz e roupas eram lidas como masculinas, mas ela fisicalizou versos como "Desde a cintura eles são centauros / Embora todas as mulheres estejam acima" para lembrar o público do corpo feminino desempenhando o papel. Outro papel masculino que ela desempenhou foi em The Bee, dirigido por Hideki Noda, que atuou no Soho Theatre em junho de 2006 e 2012.
Hunter também interpretou animais e outras criaturas. Em Kafka's Monkey, uma peça solo baseada em "A Report to an Academy", de Franz Kafka, ela interpretou um macaco fazendo um discurso para uma sociedade científica sobre sua transformação de macaco em homem. A peça foi um sucesso de bilheteria altamente aclamado no Young Vic em 2009, onde foi reprisada em maio de 2011. Ela viajou para o Baryshnikov Arts Center em Nova Iorque em abril de 2013. De acordo com Charles Isherwood, do The New York Times, o desempenho de Hunter teve "sabedoria irônica, um toque de humor atrevido e, acima de tudo, um senso de dignidade".
Em novembro de 2013, ela co-estrelou como a fada Puck na produção de Julie Taymor de A Midsummer Night's Dream, a peça que abriu o Theatre for a New Audience no Brooklyn. Ben Brantley, do New York Times, descreveu a Puck de Hunter como "genuinamente original" e "em parte comediante de music hall, em parte contorcionista de feiras". Em 2008, ela co-estrelou a primeira produção em inglês de Fragments, uma coleção de peças curtas de Samuel Beckett, dirigida por Peter Brook. Sobre a temporada em Londres no Young Vic, Andrew Dickson, do The Guardian, escreveu: "a noite pertence a Kathryn Hunter, que ocupa alguns minutos de palco mais do que a maioria dos atores consegue em uma carreira". A peça fez uma turnê internacional, aparecendo em Nova Iorque em 2011.
Hunter foi nomeada Associada Artística da Royal Shakespeare Company (RSC) em 2008. De janeiro a março de 2009, ela estreou como diretora da RSC com uma produção de Othello no Warwick Arts Center, Hackney Empire, Northern Stage, Oxford Playhouse e Liverpool Playhouse. Em 2010, Hunter interpretou Cleópatra em uma produção de The Tragedy of Antony and Cleopatra e o Louco em uma produção de Rei Lear no Courtyard Theatre. Em fevereiro de 2016, Hunter assumiu o papel-título de Cyrano de Bergerac no Southwark Playhouse, em Londres. O crítico do The Guardian, Michael Billington, escreveu: "Hunter é um artista surpreendente que muda de forma e pode tocar praticamente qualquer coisa", mas a crítica do Telegraph, Jane Schilling, chamou a produção de Rusell Bolam de "uma oportunidade desperdiçada".

## Filmografia

### Cinema
| Ano  | Título                                    | Papel                | Diretor              | Notas                                                             |
| ---- | ----------------------------------------- | -------------------- | -------------------- | ----------------------------------------------------------------- |
| 1992 | Orlando                                   | Condessa             | Sally Potter         |                                                                   |
| 1993 | The Baby of Mâcon                         | Parteira             | Peter Greenaway      |                                                                   |
| 1999 | Simon Magus                               | Grandmother          | Ben Hopkins          |                                                                   |
| 2002 | All or Nothing                            | Cécile               | Mike Leigh           |                                                                   |
| 2007 | Harry Potter and the Order of the Phoenix | Arabella Figg        | David Yates          |                                                                   |
| 2015 | Tale of Tales                             | Bruxa                | Matteo Garrone       |                                                                   |
| 2021 | The Tragedy of Macbeth                    | As Três Bruxas       | Joel Coen            | Associação de Críticos de Nova Iorque de melhor atriz coadjuvante |
| 2022 | Inland                                    | Eliza 'Lizzie' Heron | Fridtjof Ryder       |                                                                   |
| 2023 | The Pod Generation                        | Filósofa             | Sophie Barthes       |                                                                   |
| 2023 | Poor Things                               | Swiney               | Yorgos Lanthimos     |                                                                   |
| 2024 | Megalopolis                               | TBA                  | Francis Ford Coppola | Post-production                                                   |
| TBA  | The Front Room                            | TBA                  | The Egger Brothers   | Post-production                                                   |

### Televisão
| Ano       | Título             | Papel               | Notas                         |
| --------- | ------------------ | ------------------- | ----------------------------- |
| 1992      | Screen Two         | Margarita Guzman    | 1 episódio                    |
| 1994      | Grushko            | Dr, Sopova          | 2 episódios                   |
| 2001      | Silent Witness     | Geraldine Catterson | 2 episódios                   |
| 2005–2007 | Rome               | Charmian            | 4 episódios                   |
| 2012–2013 | Tron: Uprising     | Gorn                | Voz; 2 episódios              |
| 2018      | Flowers            | Wendy               | 3 episódios                   |
| 2018      | Black Earth Rising | Capi Petridis       | 2 episódios                   |
| 2019      | Les Misérables     | Madame Victurnien   | Minissérie, 1 episódio        |
| 2021      | Landscapers        | Tabitha             | Minissérie, 2 episódios       |
| 2022      | Andor              | Eedy Karn           | Papel recorrente, 5 episódios |